# La Bruyère (Beauvechain)
La Bruyère is een dorp in de Waals-Brabantse gemeente Beauvechain.

## Bezienswaardigheden
- De Sint-Jozefkerk (Église Saint-Joseph) is een neoclassicistisch kerkgebouw van 1872.

## Natuur en landschap
La Bruyère ligt vlak bij de Vliegbasis Beauvechain. De hoogte aan de kerk bedraagt 102 meter.

## Nabijgelegen kernen
Beauvechain, Piétrebais, Mélin, L'Écluse